# Diego Sosa
Diego Alejandro Sosa (ur. 28 lipca 1997 w Zárate) – argentyński piłkarz występujący na pozycji lewego obrońcy lub lewego pomocnika, od 2024 roku zawodnik urugwajskiego Peñarolu.